# 格拉哈尔德坎波斯
格拉哈尔德坎波斯，是西班牙卡斯蒂利亚-莱昂莱昂省的一个市镇。 总面积25平方公里，总人口283人（001年），人口密度11人/平方公里。